# Конгал Кеннмагайр

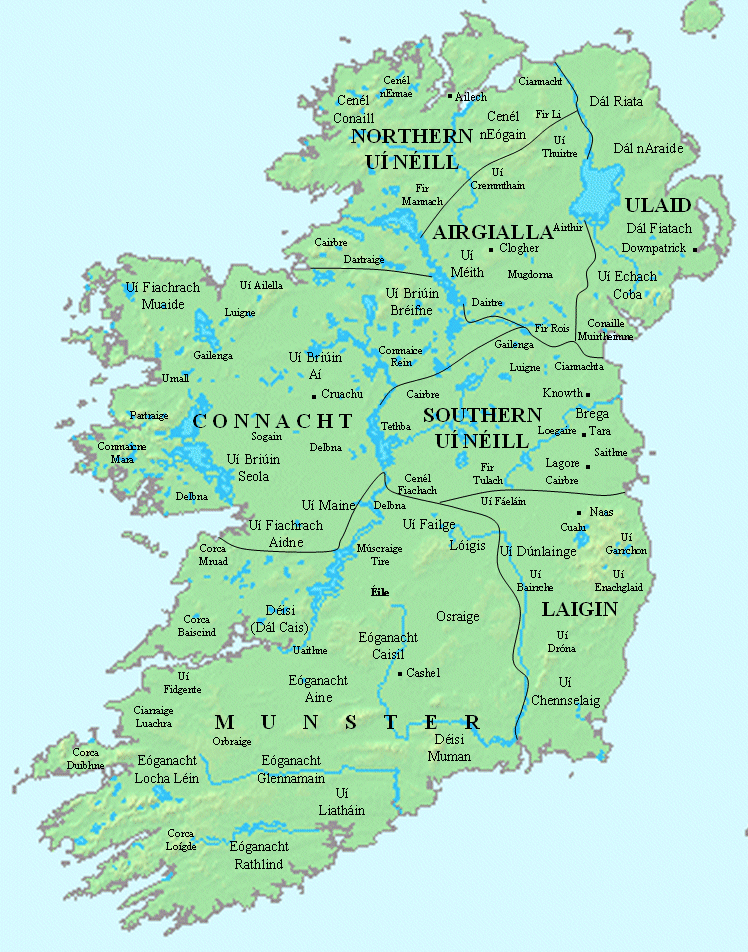
Племена та королівства в Ірландії в ранньому середньовіччі.

Конгал Кеннмагайр — (ірл. — Congal Cennmagair) — верховний король Ірландії. Час правління: 703—710. Належав до королівського роду північних О'Нейлів, до гілки Кенел Конайлл (ірл. — Cenél Conaill). Батько — Фергус Фанат (ірл. — Fergus Fanát) — не був верховним королем Ірландії, але його дід — Домналл мак Аедо (ірл. — Domnall mac Áedo) (пом. 642 р.) — був.

## Прихід до влади
Прийшов до влади після того як його попередник на троні — двоюрідний брат його батька Лоїнгсех мак Енгуссо (ірл. — Loingsech mac Óengusso) загинув в бою разом з трьома своїми синами воюючи з королівством Коннахт.

## Правління
Конгал Кеннмагайр був гарантом виконання «закону про немовлят», що був прийнятий попереднім королем і затверджений синодом в Біррі в 697 році, що відбувався під керівництвом святого Адомнана. Носив титул король Тирконеллу (ірл. — Tyrconell), хоча можливо цей титул був доданий йому пізніше. Якщо його попередник Лоїнгсех загинув намагаючись підкорити королівство Коннахт владі верховного короля, то Конгалу Кеннмагайру це вдалося — він здобув перемогу над васальним королівством Коннахт у 707 році. Король Коннахту Індрехтах мак Дунхадо (ірл. — Indrechtach mac Dúnchado) був вбитий в бою. Його правління — це була вершина сили і могутності гілки О'Нілів Кенал Конайл, що ворогували з суперниками — гілкою Кенал н-Еогайн (ірл. — Cenél nEógain). Сам Конгал Кеннмагайр не брав участі в цій битві з військом Коннахту — перемогу отримав син Лоїнгсеха мак Енгуссо — Фергал (ірл. — Fergal), який таким чином помстився за батька.
У тому ж 707 році Конгал Кеннмагайр почав війну в Ленстері. Джеффрі Кітінг повідомляє, що під час цієї війни він спалив церкву Кілдер (ірл. — Kildare) і що його смерть була пов'язана з цим гріхом.

## Смерть
Конгал Кеннмагайр раптово помер у 710 році. «Літопис Ольстера» теж пише про те, що ця раптова смерть була карою за його гріхи.

## Родина і нащадки
Нащадки Конгала Кеннмагайра не прославились в історії і не відіграли якоїсь особливої ролі.

## Сини
- Фланн Гохан (ірл. — Flann Gohan) (пом. 732 р.)
- Конайнг (ірл. — Conaing) (пом. 733 р.)
- Доннгал (ірл. — Donngal) (пом. 731 р.)